# Blodvaxskivling
Blodvaxskivling (Hygrocybe coccinea) är en svampart som först beskrevs av Jakob Christan Schaeffer, och fick sitt nu gällande namn av Paul Kummer 1871. Blodvaxskivling ingår i släktet Hygrocybe och familjen Hygrophoraceae.  Arten är reproducerande i Sverige. Inga underarter finns listade i Catalogue of Life.
Den förväxlas ofta med Scharlakansvaxskivling men är mycket mindre och tunnare än denna. Den är också ätlig men saknar matvärde och kan därför inte rekommenderas som matsvamp.

## Bildgalleri

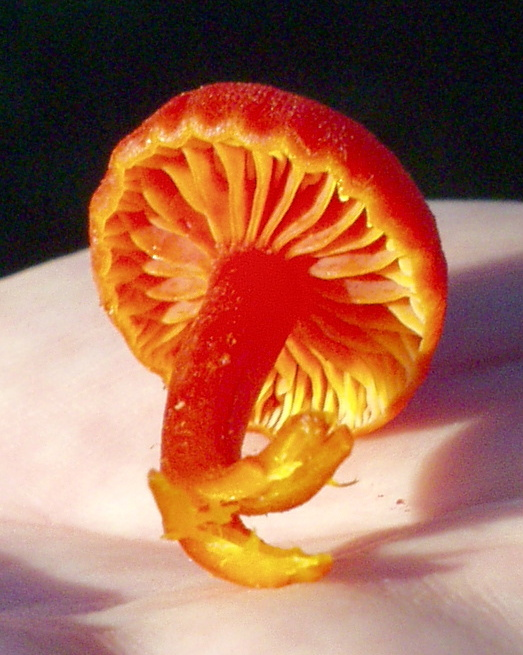
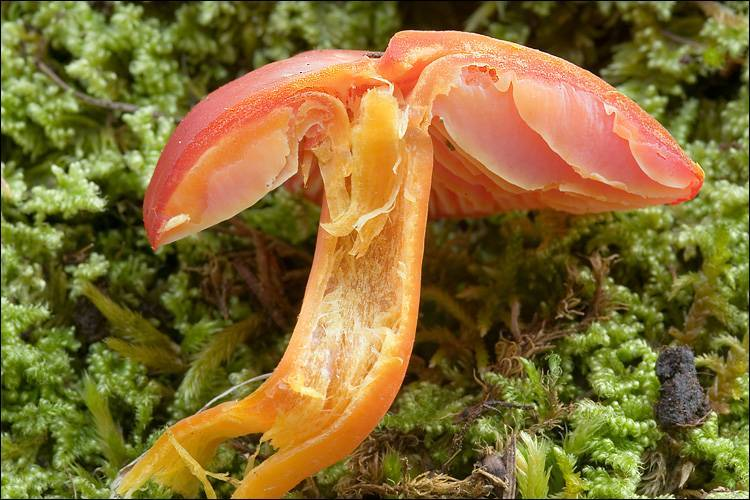
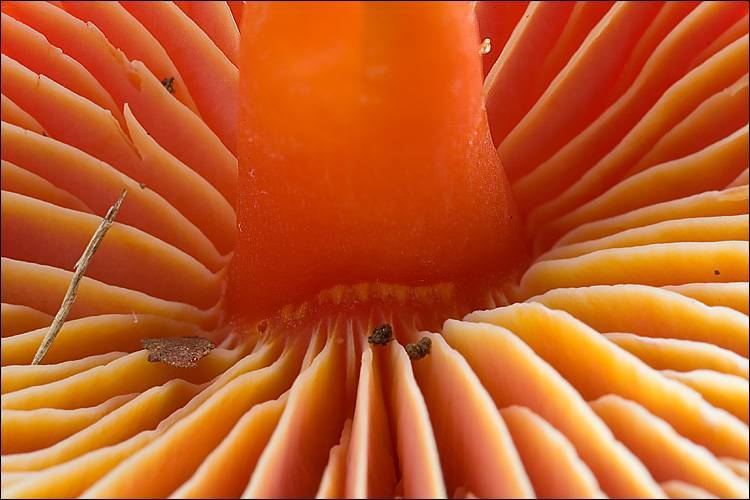